# Edison Chen

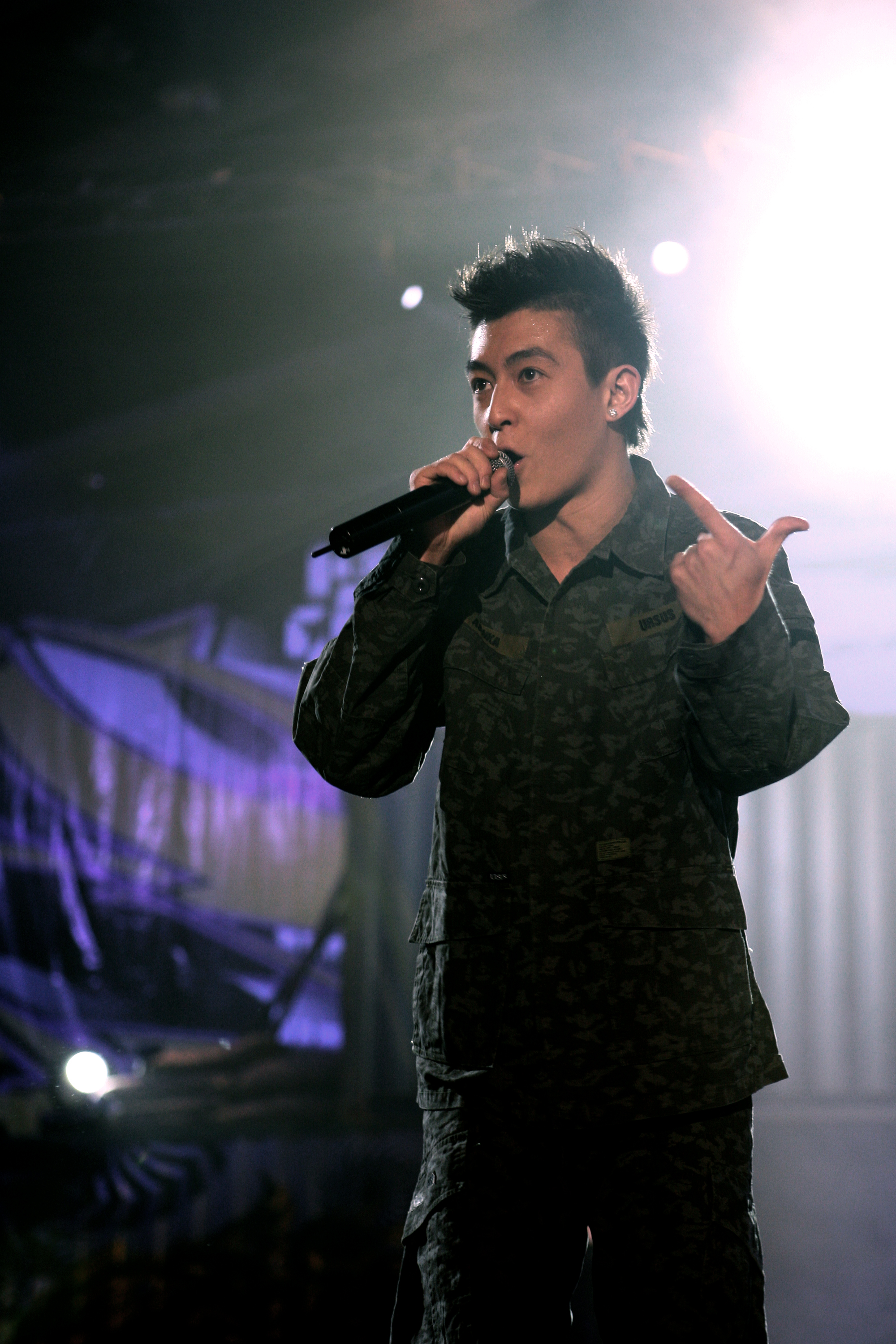
Edison Chen (2005)

Edison Chen, eigentlich Chen Koon-hei (chinesisch 陳冠希 / 陈冠希, Pinyin Chén Guānxī, Jyutping Can4 Gwun3hei1, kantonesisch Chen Koon-hei; * 7. Oktober 1980 in Vancouver, Kanada), ist ein chinesisch-kanadischer Schauspieler und Sänger.
Chen spricht vier Sprachen: Englisch, Japanisch, Kantonesisch (Hochchinesisch). Mit 19 begann er zu schauspielern und zu singen. 2000 spielte er in Gen-Y-Cops seine erste Hauptrolle. Außerdem hat er einen Vertrag mit der Musikfirma EEG-Musik Plus. Sein Hollywooddebüt hatte er mit Der Fluch – The Grudge 2.
Edison Chen investierte 10 Millionen Hongkong-Dollar in seine neu gegründete Firma Clot Media Division. Chen ist CEO der Firma; Partner sind DJ Tommy, Hanjin und Lin Chienyueh. Clot Media Division wird Spielfilme, Werbeclips und Musik-Alben produzieren.
Am 21. Februar 2008 verkündete er, dass er sich aufgrund eines Fotoskandals, bei dem private Sexbilder von ihm und anderen Schauspielerinnen (darunter Gillian Chung, Cecilia Cheung und Bobo Chan) veröffentlicht wurden, für unbestimmte Zeit aus der Hongkonger Unterhaltungsindustrie zurückziehe.

## Filmografie (Auswahl)
- 2000: Gen-Y-Cops (特警新人類２)
- 2000: Dead or Alive 2 (新人類戰警)
- 2001: Final Romance (願望樹)
- 2001: Dance of a Dream (愛君如夢)
- 2001: Dummy Mommy Without a Baby (玉女添丁)
- 2002: Infernal Affairs (無間道)
- 2002: Nine Girls and a Ghost (九個女仔一隻鬼)
- 2002: Princess D (想飛)
- 2002: Feel 100% II vol.1 (百分百感覺第二輯：冬日戀曲)
- 2002: From Ashes to Ashes (煙飛煙滅)
- 2002: Hi, Dharma! (大佬鬥和尚)
- 2003: The Spy Dad (絕種鐵金剛)
- 2003: Infernal Affairs II (無間道II)
- 2003: Infernal Affairs III (Cameo, 無間道III)
- 2003: Das Medaillon (Cameo, 飛龍再生)
- 2003: The Twins Effect (千機變)
- 2004: A-1 Headline (A-1頭條)
- 2004: The Twins Effect 2 (千機變II)
- 2004: Jiang Hu (江湖)
- 2004: Life, Translated (UK, China; 時差7小時)
- 2004: Moving Targets (新紥師兄)
- 2004: Sex and the Beauties (性感都市)
- 2005: Under the Same Moon (Japan)
- 2005: Initial D (頭文字D)
- 2006: Dog Bite Dog (狗咬狗)
- 2006: Der Fluch – The Grudge 2
- 2007: Trivial Matters
- 2008: The Sniper
- 2008: The Dark Knight (Cameo)
- 2011: Almost Perfect
- 2012: Sleeping Dogs (Jackie Mah Stimme, Videospiel)
- 2017: The Brink (狂獸)
- 2018: The Shadow Play (風中有朵雨做的雲)

### Fernsehserien
- 2005: Eight Great bold Heroes (青春六人行)
- 2006: MTV Whatever Things

## Alben (Auswahl)
- 2000: Edison Chen (陳冠希, EP)
- 2001: Peace And Love
- 2001: Ed Is On (Hochchinesisch)
- 2001: Visual Diary (Version 2)
- 2001: Visual Diary
- 2002: Transition (Hochchinesisch, Limited Edition)
- 2002: Transition (Hochchinesisch)
- 2002: Break Through
- 2003: Hits or Misses
- 2004: Please Steal This Album
- 2005: The Best Collection (精選)
- 2005: Hazy: The 144 Hour Project
- 2005: Hazy: The 144 Hour Project (Version 2)
- 2006: 69FM Mixtape - CLOT (Independent of any major Record Labels)
- 2006: The Best Collection (首張個人卡拉OK VCD)
- 2007: Let Me Re-introduce Myself (June'07) [Nachfolger von HAZY - THE 144 HOURS PROJECT]
- 2011: Confusion
- 2012: 3 Corners